# Tamia (chanteuse canadienne)
Pour les articles homonymes, voir Tamia (homonymie).
Tamia Hill, née Tamia Marilyn Washington le 9 mai 1975 à Windsor en Ontario, désignée en général sous son seul prénom Tamia, est une chanteuse et productrice de musique canadienne, dont la musique couvre plusieurs genres : rhythm and blues, néo-soul, hip-hop, pop, gospel, jazz, rock et soft rock.

## Biographie
Tamia commence avec plusieurs collaborations dont la version "You Put A Move On My Heart" avec Quincy Jones en 1994.
Six fois nommée aux Grammy Awards, elle est surtout connue pour ses hits du Top 40 dans les charts R&B comme "Spend My Life with You" avec Eric Benét en 1998, son hit 2001 "Stranger in My House", hit 2003 "Into You" samplé par Fabolous (qui échantillonne sa chanson de 1998 "So into You"), son hit 2006 Me et son hit 2012 "Beautiful surprise".

## Vie privée
La chanteuse Anita Baker a présenté Tamia au joueur de basket-ball Grant Hill en 1996. Le couple se marie en 1999 dans une cérémonie privée de 250 invités à Battle Creek. Ils ont déménagé de nombreuses fois dû à la carrière de Hill. Leur premier enfant, Myla Grace, est né en 2002 et sera suivi du deuxième, Lael Rose, en 2007.
En 2003, pendant l’enregistrement de son album More, les médecins du Duke University Hospital lui diagnostiquent la sclérose en plaques. Tamia suit plus tard un traitement, utilisant des corticostéroïdes pour aider à retarder l'apparition de symptômes plus graves. Depuis son diagnostic, elle éprouve des symptômes occasionnels mais contrôlables.

## Discographie

### Albums
- 1997 : Tamia
- 2000 : A Nu Day
- 2004 : More
- 2006 : Between Friends
- 2009 : Greatest Hits (compilation)
- 2012 : Beautiful Surprise
- 2015 : Love Life
- 2018 : Passion like fire